# Halcali Bacon
Halcali Bacon (ハルカリベーコン?, Harukari bēkon) è il primo album discografico ufficiale del gruppo musicale giapponese Halcali, pubblicato il 3 settembre 2003. Rimase nella classifica giapponese Oricon per venti settimane, raggiungendo la quinta posizione.

## Tracce
L'album contiene le seguenti tracce:
1. Intro.HALCALI BACON (0:58)
2. Tandem (タンデム) (3:50)
3. GiriGiri Surf Rider (ギリギリ・サーフライダー) (4:50)
4. Halcali Sensation (嗚呼ハルカリセンセーション) (4:03)
5. Otsukare Summer (おつかれ) (3:59)
6. Halcali Rhythm "Candy Hearts" (ハルカリズム) (4:48)
7. Conversation of a mystery (1:41)
8. Peek-A-Boo (1:48)
9. Hello, Hello, Alone (4:00)
10. Style Style (スタイリースタイリー) (4:20)
11. Electric sensei (エレクトリック先生) (3:29)
12. Tsuzuki mayonaka no Grand (続・真夜中のグランド) (4:44)